# Idioma meryam mir
El meriam (autoglotónimo Meriam mìr; también Miriam, Meryam, Mer, Mir, Miriam-Mir, etc. Isten, Esten, Eastern Torres Strait, y Able Able) es una lengua papú hablada por los habitantes de un conjunto de pequeñas islas en el este del Estrecho de Torres, entre las islas donde se habla está mer (Isla Murray), Waier y Dauar, Erub (Isla Darnley) y Ugar (Isla Stephens). En la parte occidental del Estrecho de Torres, el Kala Lagaw Ya, se llama a veces Mœyam o Mœyamau Ya y es fuente de numerosos préstamos en meriam. El meriam es la única lengua papú que se habla en territorio australiano.

## Clasificación
El meriam ha sido clasificado entre las Lenguas trans-Fly orientales (que Stephen Wurm consideró era una rama trans-neoguineana), esta clasificación es la usada también en Ethnologue (2005). Sin embargo, la clasificación de Malcolm Ross (1975) concluía que las lenguas trans-Fly no eran parte de las lenguas trans-neoguineanas, aunque consideró que sí formaban una familia y mantuvo el meriam mir como parte de esta familia.
R. M. W. Dixon (2002) sin embargo considera que la relación propuesta del meriam con las lenguas trans-Fly no ha sido convenientemente establecida. Sin embargo otros autores si creen que está bien establecida ya que se han documentado numerosos cognados entre el meriam mir y otras lenguas trans-Fly, e igualmente los hablantes de meriam perciben cierto grado de inteligibilidad mutua con algunas de esas lenguas. Entre los cognados están los pronombres y parte de la morfología verbal y nominal. Mitchell and Piper (trabajo no publicado) encontraron que el meriam mìr tiene un 78% cognados con otras lenguas papúes de la familia trans-Fly, siendo el resto de vocabulario de origen australiano.
| Fuente                   | WCL        | MM                                              |
| ------------------------ | ---------- | ----------------------------------------------- |
| Australiano              | 22.5% (9)  | 5% (2)                                          |
| Papú                     | 22.5% (9)  | 62.5% (25)                                      |
| Derivaciones/Compuestos  | 20% (8)    | 17.5% (7) [Común al Trans-Fly oriental 15% (6)] |
| Austronesio              | 12.5% (5)  | 2.5% (1)                                        |
| Más de un posible origen | 15% (6)    | 17.5% (7)                                       |
| Inclasificado            | 32.5% (13) | 20% (8)                                         |

## El Meriam Mìr y el Kalaw Lagaw Ya
El meriam tiene cerca de un 40% de vocabulario común con el Kala Lagaw Ya una lengua aborigen australiana, y por tanto no emparentada filogenéticamente con el meriam, hablada en la parte occidental del Estrecho de Torres. El léxico compartido cubre amplios campos semánticos (partes del cuerpo, términos de parentesco, lengua, mitología, rituales, artefactos, topografía, elementos naturales, vida marina, calidades, localizaciones, direcciones y tiempo), aunque no incluye verbos. Esto último refuerza los argumentos de no parentesco filogenético, y sugiere una influencia mutua. El vocabulario común va desde "cognados exactos" a palabras que parecen relacionadas, pero que han sufrido cambios semánticos azarosos, como se muestra en una lista de 250 términos:

## Préstamos recientes
La principal fuente de préstamos léxicos desde mediados del siglo XX ha sido el Yumplatòk (Criollo del Estrecho de Torres) y el inglés. Además existen algunos préstamos adicionales procedentes del Lifu/Drehu, las lenguas polinesias (en particular el samoano y en menor medida el rotumano), el indonesio, el filipino-tagalog, el japonés y algunas lenguas europeas. Muchos de los foráneos fueron reclutados, en algunos casos mediante la "caza del mirlo", durante el siglo XIX para el buceo en busca de perlas y otros trabajos en el mar, mientras que otros (procedentes de Lifu y Samoa) eran misioneros que acompañaban a los británicos y a miembros de la Foreign Bible Society.

## Dialectos
Actualmente la lengua no presenta variación dialectal, Sin embargo, anteriormente en la isla Darnley (Erub) y en la isla Stephens Ugar se hablaron variedades lingüísticas distintivas caracterizadas en parte por la retención del contraste entre 'ng', 'g', 'n' y 'r' que en la variedad de isla Murray se han reducido a solo dos formas diferentes. El sonido 'ng' en meriam moderno se ha convertido en 'n' a principio de palabra y a 'g' en interior de palabras, 'n' en muchos casos ha dado lugar a 'r' en interior de palabra. Algunos ejemplos se recogen en un cuento tradicional de Erub:
Erub : Aka nade ki andinane? Ge au?
Mer : Aka nade ki ardirare? Ge au?
'¿Dónde lo pondremos? ¿Allí?'
Erub : Mena inggandane/ingandane! Keniba uzen unken a keniba imut unken.
Mer : Mena igardare! Keriba uzer urker a keriba imut urker.
'¡Seguid llevándolo! Our paddles and our poling poles are still strong.'
Los primeros registros (inicios del siglo XIX) del meriam mìr incluían la expresión debelang 'de buengusto/bonito', que en meriam mìr moderno es simplemente debe lag. Esto muestra que el cambio 'ng' > 'n'/'g' es bastante reciente, lang, actualmente lag, es idéntico a la forma del gizra lang del mismo significado.

## Descripción lingüística

### Acento
El acento es fonológicamente distintivo en meriam y puede aparecer en la primera o segunda sílabas: tábo 'serpiente' y tabó 'cuello'.